# 水素化鉄(II)
水素化鉄(II)(すいそかてつ に)とは、水素と鉄の化合物であり、化学式FeH2で表される物質である。3.5Gpaの高圧下のみ、安定で、鉄粉末と、水素ガスを、高圧下で反応させると生成する。鉄の水素化物には、他に水素化鉄(III)がある。
{\displaystyle {\ce {Fe + H2 <-> FeH2}}}